# 翼骨
翼骨（英語：pterygoid bone）是成對的骨骼，構成許多脊椎動物顎的一部分，位於齶骨的後面。
它是一個扁平而薄的椎板，與蝶骨的翼狀突起（pterygoid process）的內側結合在一起，與齶骨的垂直椎板結合在一起。